# وادي جازان
وادي جازان أو وادي جيزان هو أحد أودية تهامة في شبه الجزيرة العربية، يقع في منطقة جازان جنوب غرب السعودية. الوادي يقع ضمن أودية تهامة السعودية. هو أحد أودية شبه الجزيرة العربية، ويقع حالياً ضمن حدود السعودية. يبلغ طول الوادي 75 كم ومتوسط انحداره 11 م / كم. ينبع من الحدود اليمنية السعودية شمال قيس، ويصب في البحر الأحمر شمال مدينة جازان. من أهم روافده وادي عناء، ووادي عوجبة.

## نبذة عن الوادي
تقع مجاري وادي جازان العليا ومجاري الأودية الأخرى القريبة منه مثل أودية ليه وخلب وضمد وغيرها في مناطق وفيرة الأمطار (نحو 600 مللم سنوياً)، لهذ فقد عوضت كثرة الأمطار صغر مساحة الحوض بالوادي مما انعكس أثره على كمية المياه الجارية فيه. وتبلغ مساحة حوض تصريف هذا الوادي 1600 كيلومتر مربع. ولوادي جازان مجموعة كبيرة من الروافد تتجمع ليتكون منها الوادي في النهاية، ووادي شوامي أحد روافده الهامة التي تأتي من المنحدرات الجبلية المرتفعة بالقرب من صعدة ويلتقي برافد آخر هو وادي دفا، ومن روافده الهامة الأخرى وادي عجيبة الذي يصل إلى وادي جازان من جانبه الأيمن ثم تصله مجموعة أخرى من الروافد الصغيرة قبل وصوله إلى سهل تهامة متمثلة بوادي جازان، ويتراوح عدد السيول في الوادي بين 15 إلى 35 سيلاً في السنة بحجم يختلف من 0,5 إلى 10 ملايين متر مكعب لكل سيل، ويبلغ متوسط التصريف السطحي نحو 80 مليون متر مكعب سنوياً، وكثيراً ما يتعرض وادي جازان شأنه في ذلك شأن الأودية الجنوبية الأخرى للسيول الشديدة المدمرة، ومن أكبر السيول التي حدثت في الوادي تلك السيول التي تعرض لها سنة 1954 وبلغت كمية المياه الجارية في الوادي في تلك السنة نحو 185 مليون متر مكعب.
يعتبر وادي جازان من أول أودية تهامة التي أقيم فيها مشروعات مائية، فقد أقامت الحكومة السعودية عليه سد وادي جازان بهدف تخزين مياه السيول وتطوير نظم الري الحالية في الوادي.